# Liste von Kraftwerken in Island
Die Stromerzeugung Islands erfolgt praktisch ausschließlich mittels regenerativer Quellen, vor allem mit Wasserkraftwerken. 2021 stellten die isländischen Kraftwerke eine elektrische Energie von 19.614 GWh zur Verfügung. Diese wurde zu 70,38 % mit Wasserkraft, zu 29,58 % mit Geothermie, zu 0,03 % mit Windkraft und zu 0,01 % mit Öl gewonnen.

## Öl- und gasbetriebene Kraftwerke
Die installierte Gesamtleistung der fossil betriebenen Kraftwerke lag 2020 bei 71,97 MW.
| KW-Name      | Leistung in MW | Produktion MWh 2004 | Auslastung in % 2004 | Standort      | Bemerkungen             | Betreiber             |
| ------------ | -------------- | ------------------- | -------------------- | ------------- | ----------------------- | --------------------- |
| Straumsvík   | 35             | 26                  | 0,0                  | Hafnarfjörður | 2 Gasturbinen           | Landsvirkjun          |
| Álfsnes      | 0,825          | 2.264               | 31,3                 | Reykjavík     | Gas aus einer Müllhalde | Orkuveita Reykjavíkur |
| Verschiedene | 87,6           | 2.432               | 0,3                  | Island        | 54 Dieselaggregate      |                       |

## Geothermische Kraftwerke
Die installierte Gesamtleistung der geothermischen Kraftwerke lag 2024 bei 784 MWe.
| KW-Name      | Leistung in MW                                | Produktion MWh 2004 | Auslastung in % 2004 | Standort           | Bemerkungen      | Betreiber                 |
| ------------ | --------------------------------------------- | ------------------- | -------------------- | ------------------ | ---------------- | ------------------------- |
| Húsavík      | 1,7                                           | 10.851              | 72,9                 | Húsavík            | auch Fernheizung | Orkuveita Húsavíkur       |
| Bjarnarflag  | 3,2                                           | 5.587               | 19,9                 | Nordisland         |                  | Landsvirkjun              |
| Krafla       | 60                                            | 416.800             | 79,3                 | Nordisland         |                  | Landsvirkjun              |
| Þeistareykir | 45 (2017) + 45 (2018)                         |                     |                      | Nordisland         |                  | Landsvirkjun              |
| Nesjavellir  | 120                                           | 673.604             | 85,4                 | Þingvellir         | auch Fernheizung | Orkuveita Reykjavíkur     |
| Hellisheiði  | 90 (2006) + 34 (2007) + 90 (2008) + 90 (2011) |                     |                      | Hellisheiði        | auch Fernheizung | Orkuveita Reykjavíkur     |
| Svartsengi   | 46,4 + 30 (2007)                              | 373.542             | 91,9                 | Reykjaneshalbinsel | auch Fernheizung | Hitaveita Suðurnesja (HS) |
| Reykjanes    | 100 (2006) + 30 (2023)                        |                     |                      | Reykjaneshalbinsel |                  | Hitaveita Suðurnesja      |

Siehe auch: Geothermale Energie in Island

## Wasserkraftwerke
Die installierte Gesamtleistung der Wasserkraftwerke lag 2024 bei 2080 MW.
| KW-Name                         | Leistung in MW                    | Produktion MWh 2004 | Auslastung in % 2004 | Standort                   | Bemerkungen          | Betreiber                       |
| ------------------------------- | --------------------------------- | ------------------- | -------------------- | -------------------------- | -------------------- | ------------------------------- |
| Kárahnjúkavirkjun               | 690 (2007)                        |                     |                      | im Norden vom Vatnajökull  | Speicherkraftwerk    | Landsvirkjun (LV)               |
| Vatnsfellsstöð                  | 90                                | 215.100             | 27,3                 | Þórisvatn                  | Speicherkraftwerk    | Landsvirkjun                    |
| Sigöldustöð                     | 150                               | 727.513             | 55,4                 | Tungnaá                    | Speicherkraftwerk    | Landsvirkjun                    |
| Hrauneyjafossstöð               | 210                               | 1.085.957           | 59,0                 | Tungnaá                    | Speicherkraftwerk    | Landsvirkjun                    |
| Búðarhálsstöð                   | 95 (2014)                         |                     |                      | Tungnaá                    | Speicherkraftwerk    | Landsvirkjun                    |
| Sultartangastöð                 | 120                               | 965.155             | 91,8                 | Þjórsá, Tungnaá            | Speicherkraftwerk    | Landsvirkjun                    |
| Búrfellsvirkjun I + II          | 270 + 100 (2018)                  | 2.192.754           | 92,7                 | Þjórsá                     | Ausleitungskraftwerk | Landsvirkjun                    |
| Blöndustöð                      | 150                               | 905.442             | 68,9                 | Blanda/Blöndulón           | Speicherkraftwerk    | Landsvirkjun                    |
| Írafossstöð                     | 48                                | 319.922             | 76,4                 | Sog                        | Laufkraftwerk        | Landsvirkjun                    |
| Steingrímsstöð                  | 27                                | 159.634             | 69,0                 | Sog                        | Laufkraftwerk        | Landsvirkjun                    |
| Laxárstöðvar                    | 28                                | 143.474             | 58,5                 | Laxá í Aðaldal             | Laufkraftwerk        | Landsvirkjun                    |
| Ljósafossstöð                   | 15                                | 122.603             | 95,8                 | Sog                        | Laufkraftwerk        | Landsvirkjun                    |
| Mjólkárvirkjun                  | 8,1 + 1,3 (2011)                  | 63.607              | 89,6                 | Borgarfjörður/Hrafnseyri   | Speicherkraftwerk    | Orkubú Vestfjarða (OV)          |
| Lagarfossvirkjun                | 7,5 +20 (2007)                    | 59.306              | 90,3                 | Lagarfljót                 | Laufkraftwerk        | Rafmagnsveitur ríkisins (Rarik) |
| Andakílsárvirkjun               | 8,2                               | 38.957              | 56,2                 | Akranes                    | Laufkraftwerk        | Orkuveita Reykjavíkur (OR)      |
| Skeiðsfossvirkjun               | 4,9                               | 31.363              | 73,1                 | Siglufjörður               | Speicherkraftwerk    | Rarik                           |
| Grímsárvirkjun                  | 2,8                               | 19.583              | 73,1                 | Grímsá í Skriðdal          | Laufkraftwerk        | Rarik                           |
| Smyrlabjargaárvirkjun           | 1                                 | 10.694              | 122,1                | Suðursveit                 | Speicherkraftwerk    | Rarik                           |
| Djúpadalsvirkjun                | 1,8 + 0,9 (2005)                  | 10.630              | 63.9                 | Akureyri                   |                      | Fallorka ehf / Norðurorku       |
| Rjúkandavirkjun                 | 0,84                              | 8.252               | 112,1                | Ólafsvíkur                 | Laufkraftwerk        | Rarik                           |
| Gönguskarðsárvirkjun            | 1,06                              | 8.042               | 86,3                 | Skagafjörður               | Laufkraftwerk        | Rarik                           |
| Þverárvirkjun                   | 2,2                               | 7.857               | 40,8                 | Steingrímsfjörður          | Speicherkraftwerk    | Orkubú Vestfjarða               |
| Hvestuveitu                     | 1,44                              | 6.289               | 49,0                 | Arnarfjörður               | Laufkraftwerk        | privat / OV                     |
| Nónvatns- und Fossavatnsvirkjun | 0,6 + 0,56                        | 5.311               | 52,3                 | Ísafjörður                 | Speicherkraftwerk    | Orkubú Vestfjarða               |
| Dalsorka                        | 0,55                              | 3.427               | 71,1                 | Súgandafjörður             | Laufkraftwerk        | Dalsorka ehf / OV               |
| Laxárvatnsvirkjun               | 0,48                              | 2.763               | 65,7                 | Blönduós                   | Speicherkraftwerk    | Rarik                           |
| Kerahnjúkavirkjun               | 0,37                              | 2.446               | 75,5                 |                            |                      |                                 |
| Reiðhjallavirkjun               | 0,51                              | 2.159               | 47,4                 | Bolungarvík                | Laufkraftwerk        | Orkubú Vestfjarða               |
| Sandárvirkjun 5                 | 0,295 (2003)                      | 2.023               | 96,2                 | Eyvindartungu              |                      | Eyvindartunga ehf/Rarik         |
| Sængurfoss                      | 0,72                              | 1588                | 25,2                 | Mjóafirði/Isarfjarðardjúp  |                      | privat / OV                     |
| Búðarárvirkjun                  | 0,24                              | 1.419               | 67,5                 | Reyðarfjörður              |                      | Rafveita Reyðarfjarðar          |
| Garðsárvirkjun                  | 0,174                             | 1.026               | 67,3                 | Ólafsfjörður               | Laufkraftwerk        | Rarik                           |
| Sleitustaðavirkjun              | 0,2                               | 1.000               | 57,1                 |                            |                      |                                 |
| Tunguvirkjun                    | 0,16                              | 986                 | 75,0                 | Tálknafjörður              | Laufkraftwerk        | Tunguvirkjun ehf / OV           |
| Mýrarárvirkjun                  | 0,06                              | 441                 | 83,9                 | Snæfjallaströnd            | Laufkraftwerk        | Orkubú Vestfjarða               |
| Fjarðarselsvirkjun              | 0,16                              | 308                 | 22,0                 | Seyðisfjörður              | Laufkraftwerk        | Rarik                           |
| Kiðarvirkjun                    | 0,55                              | 85                  | 1,7                  |                            |                      |                                 |
| Blævardalsárvirkjun             | 0,2                               | 61                  | 3,5                  | Blævardal Vatnsfjörður     | Laufkraftwerk        | Orkubú Vestfjarða               |
| Múlavirkjun                     | 3,1 (2005)                        |                     |                      | Eyja- og Miklaholtshreppur | Laufkraftwerk        | Múlavirkjun ehf / HS            |
| Tungudalsvirkjun                | 0,7 (2005)                        |                     |                      | Ísafjörður                 | Laufkraftwerk        | Orkubú Vestfjarða               |
| Glerárvirkjun                   | 0,28 (2005)                       |                     |                      | Akureyri                   | Laufkraftwerk        | Norðurorka                      |
| Lindavirkjun                    | 0,6 (2007)                        |                     |                      | Stykkishólmur              | Laufkraftwerk        | Grís-afl ehf                    |
| Beinárvirkjun                   | 0,065 (2003)                      |                     |                      | Geysir                     |                      | Hótel Geysir ehf                |
| Ljósárvirkjun                   | 0,904 (2007)                      |                     |                      | Rangárþing eystra          |                      | Ljósárvirkjun ehf               |
| Gúlsvirkjun                     | 3,4 (2008)                        |                     |                      | Seyðisfjörður              |                      | Íslensk Orkuvirkjun ehf         |
| Bjólfsvirkjun                   | 6,4 (2008)                        |                     |                      | Seyðisfjörður              |                      | Íslensk Orkuvirkjun ehf         |
| Systragilsvirkjun               | 0,128 (2008)                      |                     |                      | Akureyri                   |                      | Kristján I Jóhannesson          |
| Árteigsvirkjun 3/4/5            | 0,145(1981)/0,5(2004)/0,715(2009) |                     |                      | Þingeyjarsveit             |                      | Raflækur ehf                    |
| Köldukvíslarvirkjun             | 2 (2013)                          |                     |                      | Tjörnesi                   |                      | Kaldakvísl ehf                  |

1. 1 2 3   Hinweis zu den Namen: Die Endung -virkjun bedeutet -kraftwerk; -stöð bedeutet -station.

## Wind
Es gibt seit 2013 zwei Windkraftanlagen, die zusammen eine Leistung von 1,8 MW haben.

### Windpark geplant
Der staatliche Energieversorger Landsvirk und der deutsche Hersteller Enercon für Windkraftanlagen schließen einen Vertrag für den ersten großen Windpark in Island. Der Windpark wird auf einem Areal von 17 Quadratkilometern im Süden Islands in Búrfell (Hafnarfjörður) gebaut, rund 130 Kilometer von Reykjavik entfernt. Der Windpark soll bei Fertigstellung eine Gesamtleistung von 120 MW haben. Der Baubeginn soll im zweiten Quartal 2026 erfolgen.

## Historische Leistungen
2004 stellten die isländischen Kraftwerke eine elektrische Energie von etwa 8.400 GWh zur Verfügung. Diese wurde zu 83 % mit Wasserkraft, zu 17 % mit Geothermie und zu 0,1 % mit Öl gewonnen. 65 % der elektrischen Energie wurden für industrielle Zwecke genutzt, allein 4.050 GWh (fast die Hälfte der Energie) für die Elektrolysen der beiden Aluminiumhütten in der Nähe von Reykjavík, die 2004 zusammen 260.000 Tonnen Aluminium produzierten. 2020 stellten die isländischen Kraftwerke eine elektrische Energie von 19.127 GWh zur Verfügung. Diese wurde zu 68,79 % mit Wasserkraft, zu 31,16 % mit Geothermie, zu 0,03 % mit Windkraft und zu 0,02 % mit Öl gewonnen.